# Branko Ivanković (nogometni trener)
Branko Ivanković (Čakovec, 28. veljače 1954.) hrvatski je nogometni trener i bivši igrač. Trenutačno je bez kluba. Igrao je na poziciji napadačkog veznog.

## Igračka karijera
Igrao je 12 sezona za prvu momčad NK Varteksa iz Varaždina i odigrao 263 prvenstvene utakmice postigavši 31 zgoditak.

## Trenerska karijera
Između 1985. i 1987. godine te između 1989. i 1995. godine bio je trener NK Varteks iz Varaždina. Sljedeću sezonu vodi HNK Segestu iz Siska, a 1996. i 1997. je na čelu HNK Rijeka.
Godine 1993. trenirao je mladu i Mediteransku reprezentaciju Hrvatske.
Nakon toga, 1994. godine, postaje pomoćnikom Miroslava Ćire Blaževića, koji vodi hrvatsku nogometnu reprezentaciju na Euro 1996 i Svjetskom prvenstvu 1998. godine u Francuskoj gdje osvaja brončanu medalju. Kao član reprezentacije 1998. dobitnik je Državne nagrade za šport "Franjo Bučar".
U sezoni 1999./00. trener je Hannovera 96, bundesligaškog tima. Na kratko se vraća u Hrvatsku, opet kao pomoćni selektor, ovog puta Mirka Jozića tijekom kvalifikacija za Svjetsko prvenstvo 2002. (Južna Koreja/Japan). Nakon toga nasljeđuje Blaževića na čelu iranske reprezentacije, kojem je bio pomoćnik na istom poslu od 2001. godine.
Nakon isteka prvog mandata, 3. listopada 2003. godine ponovno je izabran. Iranska nogometna vrsta je tijekom kvalifikacija izborila svoj nastup na Svjetskom nogometnom prvenstvu 2006. godine u Njemačkoj, za što je za nagradu proglašen počasnim građaninom Teherana.
Ivanković je 6. studenog 2006. postao trenerom Dinama iz Zagreba. Od preuzimanja trenerskog mjesta vodio je Dinamo do osvajanja prvenstva 2007. godine s 20 uzastopnih pobjeda. Iste godine osvaja kup u finalu pobijedivši Slaven Belupo. Rekorder je po broju uzastopnih pobjeda na klupi Dinama u službenim utakmicama (28!) a nanizao je i rekordne 34 uzastopne službene utakmice bez poraza!
Nakon napada dinamovog izvršnog direktora Zdravka Mamića na njega nakon trećeg mjesta na dvoranskom HNL sezone 2007./08. podnosi ostavku na mjesto trenera kluba i odlazi s te funkcije. Nakon ostavke Zvonimira Solde, 20. svibnja 2008., ponovno je kratko bio trener Dinama. Od prosinca 2009. do svibnja 2011. trenirao je kineski klub Shandong Luneng Taishan s kojim osvaja prvenstvo Kine za 2010. godinu, a 13 bodova prednosti i to bez ijednog reprezentativca u momčadi. Početkom 2012. godine odlazi u Saudijsku Arabiju i preuzima Al Ettifaq u kojem se zadržao nekoliko mjeseci, gdje je došao do završnice Kupa i ušao azijsku Ligu prvaka i samo slučajem nisu bili prvaci. Krajem svibnja 2012. godine postaje trener emiratske Al Wahde u kojem ostaje do 2013.
2. rujna 2013. Branko sjeda po treći put na klupu zagrebačkog Dinama. Nakon niza loših rezultata, Branko dobiva otkaz u Dinamu 22. listopada 2013.
U travnju 2015. je Ivanković preuzeo iranski Persepolis Teheran. Persepolis ima iskustva s hrvatskim trenerima, vodili su ga Stanko Poklepović, Tomislav Ivić, Vinko Begović i Zlatko Kranjčar, a pod vodstvom Poklepovića klub iz Teherana u dva navrata osvajao je naslov prvaka Irana. Tako je Ivanković postao peti trener u povijesti Persepolisa.
S Persepolisom je sezone 2016./17. osvojio deseti naslov iranskog prvaka, koji im je prijašnje 2015./16. izmakao zbog razlike pogodaka, premda su u međusobnim susretima s izravnim protivnikom bili bolji. Sljedeće sezone pravila o ljestvici su promijenili te su o poretku bili bitniji međusobni susreti, a ne razlika pogodaka, koja ih je lani stajala naslova. Persepolis 2016./17. u potpunosti je Ivankovićevo djelo, jer od njegova dolaska 2015. do osvajanja naslova ostala su samo dvojica igrača iz ondašnje postave.

## Športsko administrativna karijera
Kao dužnosnik bio je klupski tajnik u NK Varteksu od 1981. do 1983. godine.

### Klupska
Dinamo Zagreb
- Prvak Hrvatske (1): 2006/7.
- Osvajač kupa (1): 2006/07.

Shandong Luneng Taishan F.C
- Kineska Super Liga (1): 2010.

Persepolis Teheran
- Iranska Pro Liga  (2): 2016/17, 2017/18
- Iranski nogometni superkup  (2): 2017, 2018
- AFC Liga prvaka  (2. mjesto): 2018